# Laoupanga
Laoupanga est un village de la commune de Nyambaka situé dans la région de l'Adamaoua et le département de la Vina au Cameroun. On y accède à partir de la route qui relie Ngaoundéré à Wouro Sangue.

## Population
En 1967, Laoupanga comptait 194 habitants, principalement des Peuls. Lors du recensement de 2005, 424 personnes y ont été dénombrées.